# Testimony: Vol. 2, Love and Politics
Pour les articles homonymes, voir Testimony.
Albums de India.Arie
Testimony: Vol. 1, Life and Relationship
(2006)
Testimony: Vol. 2, Love and Politics est le quatrième album studio de la chanteuse de neo soul/RnB américaine India.Arie, sorti le 10 février 2009 sur le label Universal Republic La chanson "Beautiful Flower" fut nommée au 50e Grammy Awards dans la catégorie "Meilleure chanson RnB".
"Chocolate High" fut diffusée dans le cadre de la promotion de l'album sur la radio Adult Contemporary la semaine du 28 novembre 2008. Ce single, ainsi que "Therapy" furent tous les deux rendus disponibles sur iTunes aux États-Unis dès le 16 décembre 2008.

## Liste des titres
1. "Intro -- Grains"
2. "Therapy" (Feat. Gramps Morgan)
3. "Psalms 23"
4. "Chocolate High" (Feat. Musiq Soulchild)
5. "He Heals Me"
6. "Interlude -- Grains"
7. "Pearls"
8. "River Rise"
9. "Yellow"
10. "Better Way"
11. "Interlude -- Grains"
12. "Long Goodbye"
13. "Ghetto"
14. "The Cure
15. "Outtro -- Grains"